# اقتصاد آلاسکا

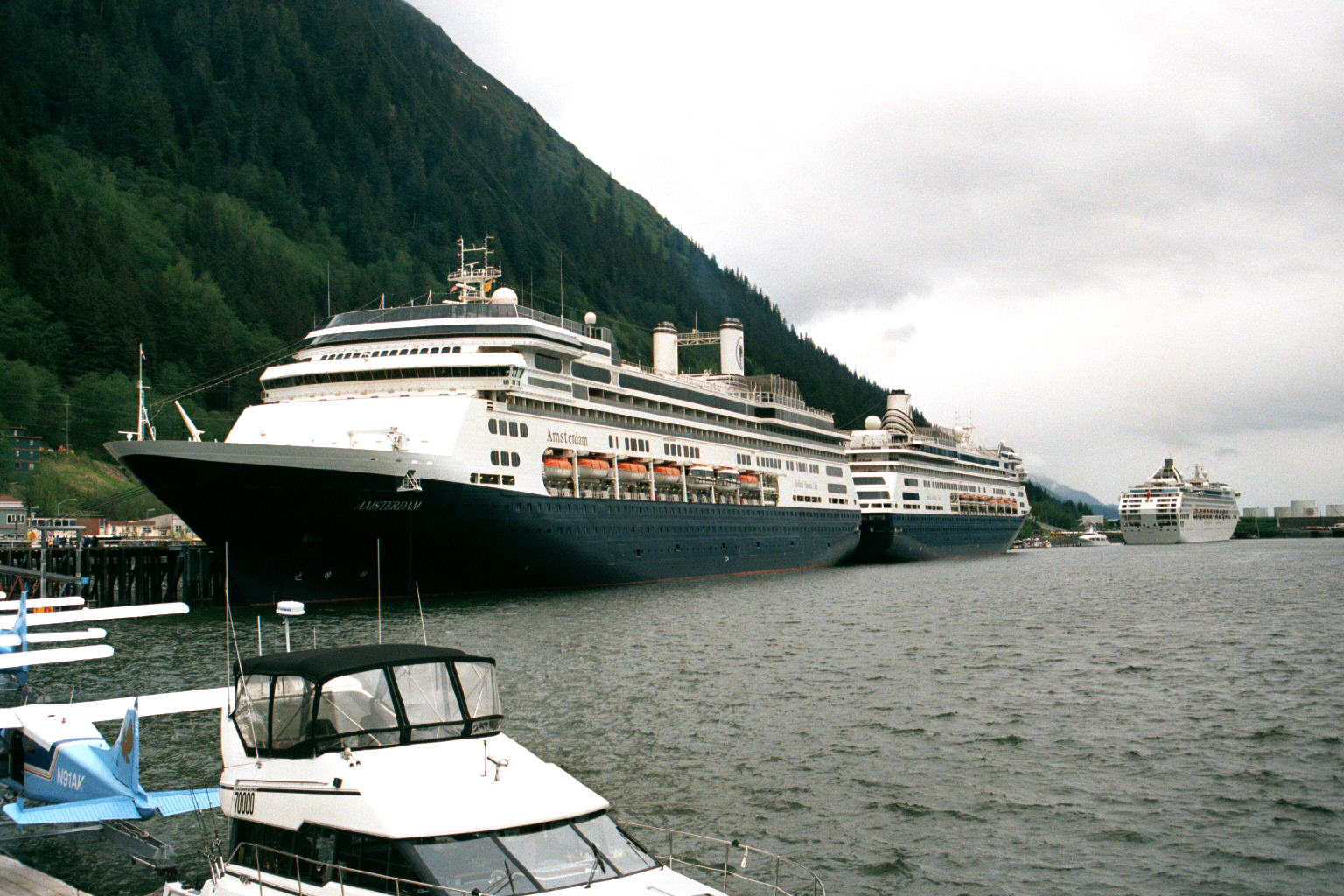
کوههای سر به فلک کشیده در شرق شهر ژونو. آلاسکا همه ساله یک مقصد بزرگ گردشگری در آمریکا شمرده می‌شود

اقتصاد آلاسکا بیشتر بر مبنای منابع طبیعی (همانند نفت) و صنعت گردشگری استوار است.

## مقدمه

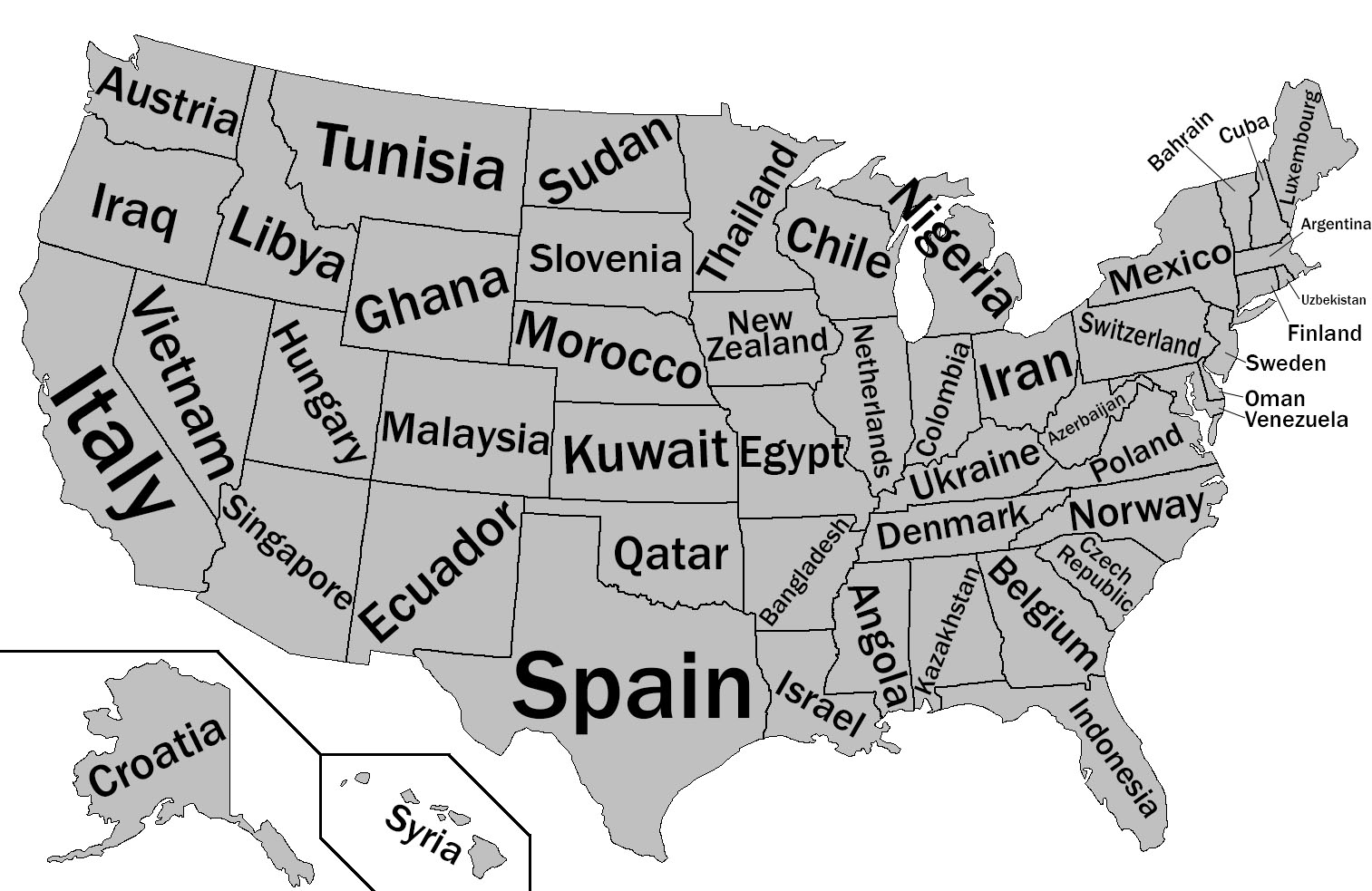
مقایسه ی تولید ناخالص داخلی ایالت های آمریکا با کشور های دیگر در سال ۲۰۱۲. ایالت آلاسکا در این سال تولید ناخالصی اش قابل مقایسه با کشور کرواسی بوده است.

در سال ۲۰۱۲، این ایالت تولید ناخالص داخلی برابر با ۵۴,۷۰۲ میلیارد دلار داشت، که قابل مقایسه با تولید ناخالص داخلی کشور کرواسی (۵۶,۴۴۲ میلیارد دلار) بود.
صنایع نفت به واسطه بازدهی و سود فراوان آن در آلاسکا رونق بسزایی دارد.این ایالت در حدود یک درصد کل نفت ایالات متحده آمریکا را تولید می‌کند. اگرچه تولید نفت به صورت یکنواخت در حال کاهش می‌باشد. چنانکه یکی از میدان‌های پرودهوبی(Prudhoe Bay)، این میدان یکی از بزرگ‌ترین منابع نفتی در حال استخراج است که ذخیره‌ای معادل ۲۰ تریلیون مترمکعب گاز را در خود ضبط کرده‌است که معادل یک درصد ذخایر گاز جهانی است.نیز ۱ تریلیون بشکه نفت خام که ۳۰ درصد از کل آن در میدان پرودهوبی ذخیره است.
صنعت ماهیگیری نیز در این ایالت رونق دارد.از انواع اغلب مهم می‌توان به قزل آلا، خرچنگ، هالیبوت (نوعی ماهی عریض و بزرگ)، حلزون صدف دار اشاره کرد. اگرچه بیشتر آلاسکا بیشه‌ها و جنگل‌های غیرقابل دسترس تشکیل می‌دهد اما صنعت چوب آلاسکا در کنار صنعت چوب کانادا و اسکاندیناوی در جهان معتبر است.اغلب چوب‌های قیمتی مرکب از شوکران کبیر و انواع صنوبر (کاج میلاد ایرانی).
پارک جنگی چوگاچ و پارک جنگی تونگا در امتداد خط ساحلی جنوبی قرار دارند و بیشتر محصولات(تخته الوار) این پارکهای جنگلی استخراج و به کشورهای نظیر ژاپن صادر می‌شود.

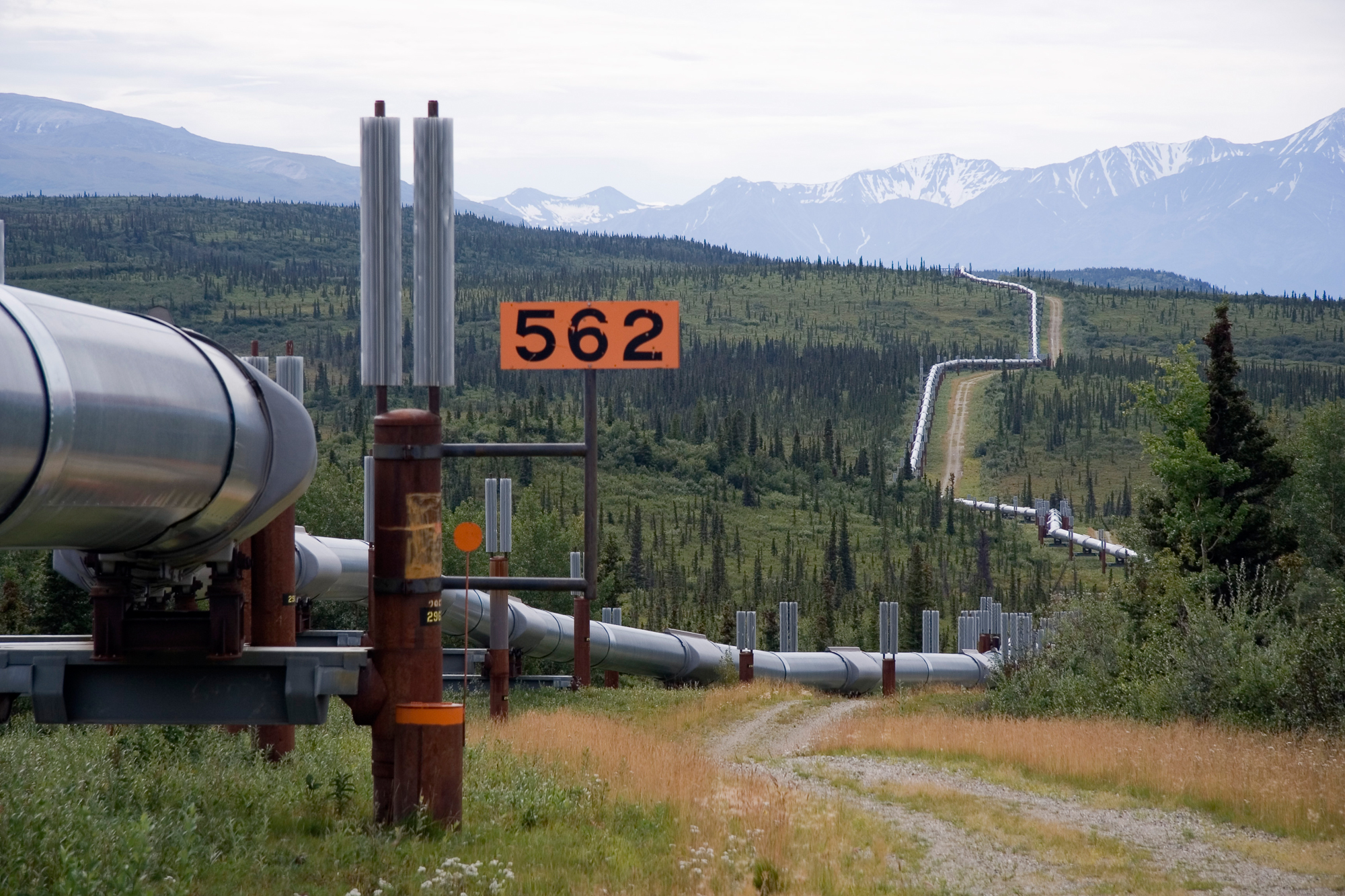
خطوط نفتی ایالت آلاسکا